# Тиранчик-тонкодзьоб південний
Тира́нчик-тонкодзьо́б південний (Camptostoma obsoletum) — вид горобцеподібних птахів родини тиранових (Tyrannidae). Мешкає в Центральній і Південній Америці. Виділяють низку підвидів.

## Опис

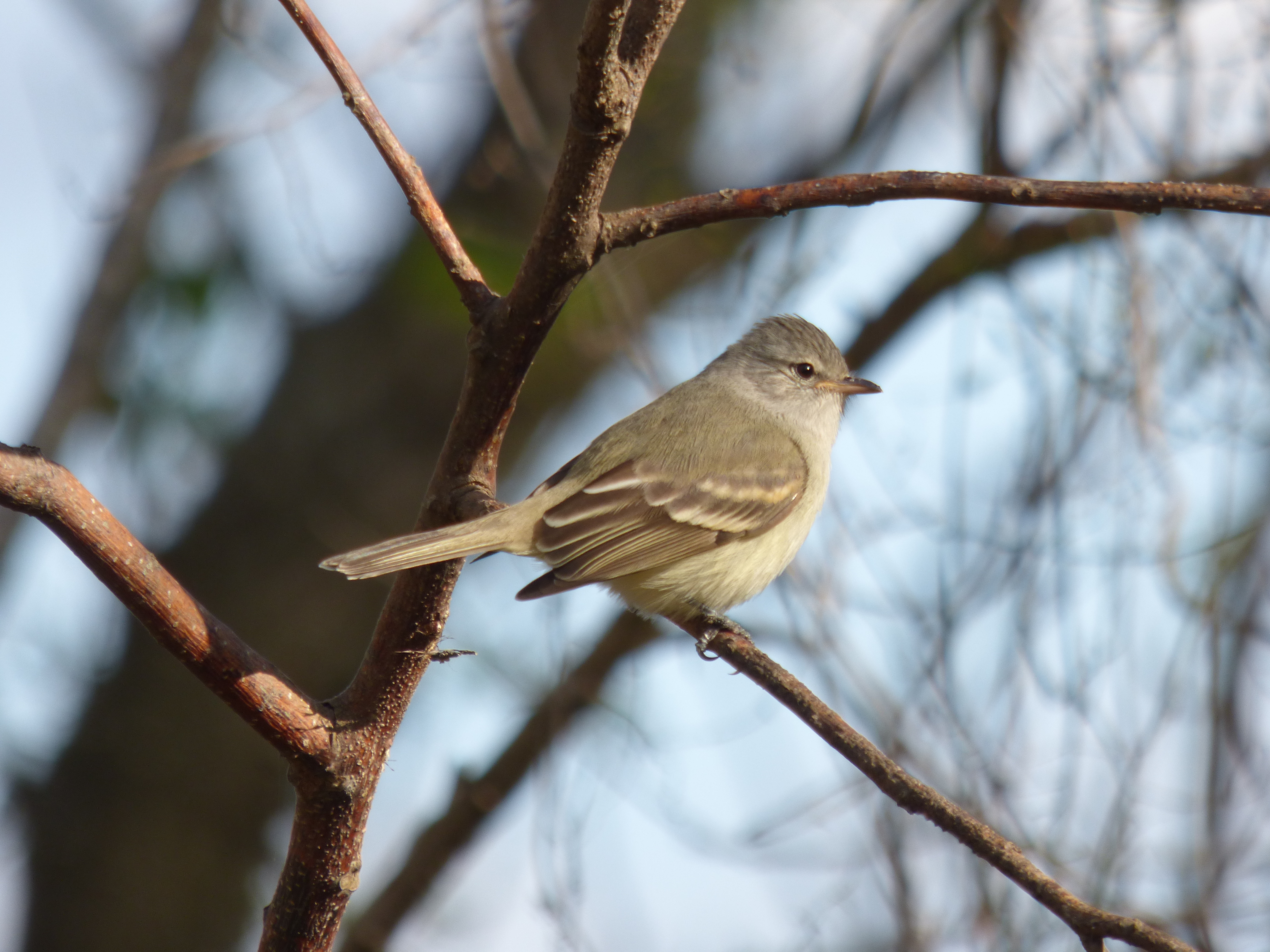
Південний тиранчик-тонкодзьоб (Аргентина)

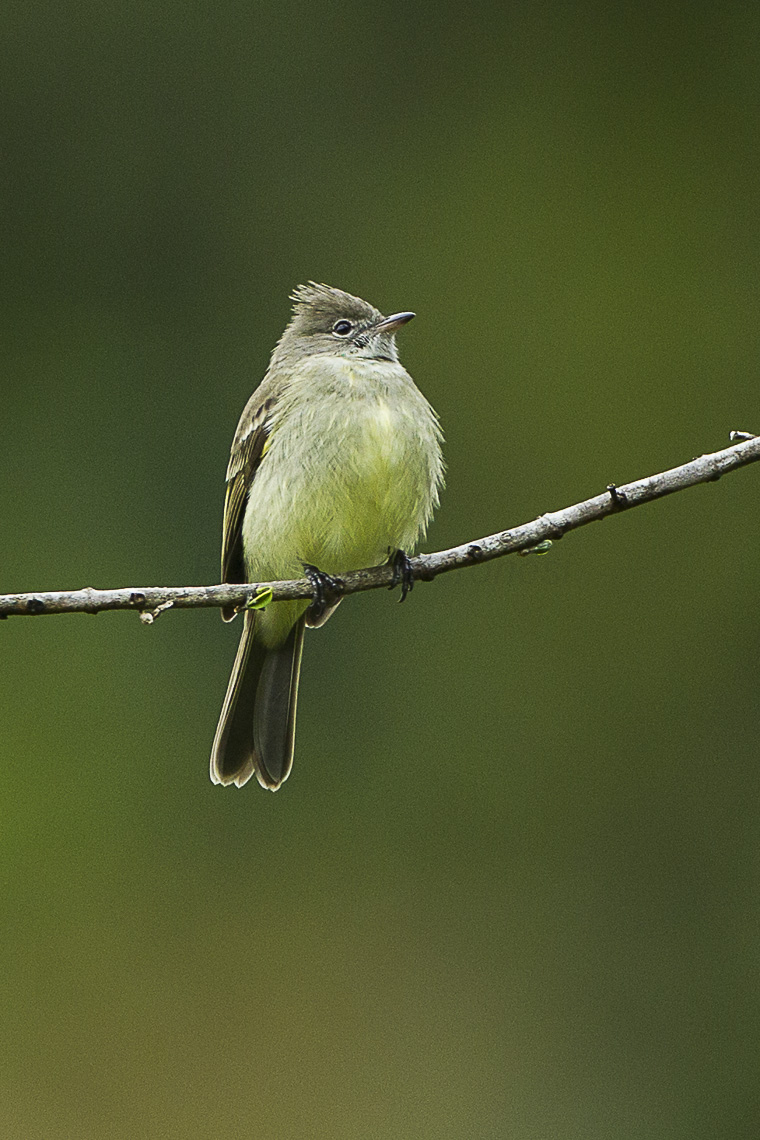
Південний тиранчик-тонкодзьоб (Колумбія)

Довжина птаха становить 9,5-10,5 см, вага 7-9 г. Голова темно-коричнева або сіра, на тімені помітний сірий чуб. Над очима світлі "брови", навколо очей вузькі білі кільця. Верхня частина тіла сірувато-зелена або тьмяно-оливкова, надхвістя дещо світліше. Крила коричневі, пера на них мають жовті края. На крилах дві білуваті, жовтуваті або рудувато-коричневі смуги. Хвіст коричневий з вузьким білуватим кінчиком. Горло сіре, нижня частина тіла жовтувата. Лапи чорні, дзьоб чорний, знизу біля основи світліший. Представники різних підвидів дещо різняться за забарвленням: так, підвиди, поширені у вологих районах (наприклад, в Амазонії) мають більш зелену спину і яскраво-жовтий живіт, а підвид з більш сухих районів (східної Бразилії і західного Еквадору) мають більш сіру спину і тьмяніший живіт.

## Підвиди
Виділяють тринадцять підвидів:
- C. o. flaviventre Sclater, PL & Salvin, 1865 — південно-західна Коста-Рика і Панама;
- C. o. orphnum Wetmore, 1957 — острів Коїба (на південний захід від Панами);
- C. o. majus Griscom, 1932 — Перлові острови[en] (Панамська затока);
- C. o. caucae Chapman, 1914 — центральна Колумбія;
- C. o. pusillum (Cabanis & Heine, 1860) — від північної Колумбії до північної і центральної Венесуели, острів Тринідад;
- C. o. napaeum (Ridgway, 1888) — південно-східна Венесуела, Гвіана і північно-східна Бразилія (схід Амазонасу, Рорайма, Пара, Амапа);
- C. o. maranonicum Carriker, 1933 — північ Перу;
- C. o. olivaceum (Berlepsch, 1889) — південно-східна Колумбія, схід Еквадору, північний схід Перу і захід Бразильської Амазонії (на південь до Амазонки);
- C. o. sclateri (Berlepsch & Taczanowski, 1884) — захід Еквадору і крайній північний захід Перу (Тумбес, північна П'юра);
- C. o. griseum Carriker, 1933 — захід Перу (від Ламбаєке до Ліми);
- C. o. bolivianum Zimmer, JT, 1941 — східні схили Анд в Болівії і на північному заході Аргентини (на південь до Тукуману);
- C. o. cinerascens (Wied-Neuwied, 1831) — від східної Болівії до центральної і східної Бразилії;
- C. o. obsoletum (Temminck, 1824) — південно-східна Бразилія (від Мату-Гросу на схід до Ріо-де-Жанейро і на південь до Ріу-Гранді-ду-Сул), Парагвай, Уругвай, північна і центральна Аргентина (на південь до Ла-Пампи і північного Буенос-Айреса).

## Поширення і екологія
Південні тиранчики-тонкодзьоби поширені від Коста-Рики до центральної Аргентини. Вони живуть в різноманітних природних середовищах — у вологих, сухих і заболочених тропічних лісах, у варзейських лісах (тропічних лісах у заплавах Амазонки і її притоків), у вологих і сухих чагарникових заростях, рідколіссях і саванах, в напівпустелях і пустелях, на планціях, в парках і садах. Зустрічаються переважно на висоті до 2800 м над рівнем моря. Живляться комахами, павуками та іншими дрібними безхребетними, на яких чатують серед рослинності або яких ловлять в польоті. Іноді доповнююить свій раціон ягодами і дрібними плодами, зокрема ягодами омели. Гніздо куполоподібне з бічним входом, робиться з листя і рослинних волокон, розміщується на дереві. В кладці 2 яйця. Інкубаційний період триває 14-15 днів, пташенята покидають гніздо через 17 днів після вилуплення. Насиджує лише самиця.

## Збереження
МСОП класифікує цей вид як такий, що не потребує особливих заходів зі збереження. За оцінками дослідників, популяція південних тиранчиків-тонкодзьобів становить понад 50 мільйонів птахів.